# BHG Group
BHG Group är svenskt börsnoterat e-handelsföretag, som säljer framför allt heminredning, trädgårdsprodukter och byggvaror. I koncernen ingår över 100 e-handelsplatser samt fler än 70 butiker och showrooms, däribland Bygghemma, Nordic Nest, Taloon, Trademax, Furniturebox och LampGallerian och genom Nordic Nest Group ingår även företagen Kitchentime, Lightshop och Svenssons i Lammhult. BHG Group är verksamma framförallt i Sverige,  Finland, Danmark och Norge, men även i stora delar av Öst-, och Centraleuropa. Under 2018 började koncernen även att sälja tjänster via Svensk Installationspartner.  Koncernen omsatte 12,7 miljarder kronor 2021. BHG Groups huvudkontor ligger i Malmö.

## Historik
År 2004 grundades Taloon i Riihimäki i Finland. År 2006 startades Bygghemma.se i Oskarshamn. År 2008 grundades Trademax i Helsingborg. BHG Group grundades 2012 genom sammanslagning av dessa tre bolag. Efter öppnandet av ett kontor i Malmö 2012, växte företaget dels genom nya egna e-handelsplatser och dels genom förvärv. År 2020 bytte företaget namn till BHG Group.

## Ägare
Bolaget är noterat på Nasdaq Stockholm (Large Cap) sedan mars 2018.
Den största ägaren per 31 oktober 2020 är investmentbolaget EQT med 25,21 procent av aktiekapitalet.